# Mauritz Stiller
Mauritz Stiller (17 de  julho e 1883 – 18 de novembro de 1928) foi um ator sueco que atuou e dirigiu em mais de 40 filmes.

## Filmografia
- 1928 – Street of Sin
- 1927 – The Woman on Trial
- 1927 – Barbed Wire
- 1927 – Hotel Imperial
- 1926 – Fresterskan (The Temptress)
- 1924 – Gösta Berlings saga
- 1923 – Gunnar Hedes saga
- 1921 – De landsflyktige
- 1921 – Johan
- 1920 – Fiskebyn
- 1920 – Erotikon
- 1919 – Sången om den eldröda blomman
- 1919 – Herr Arnes pengar
- 1918 – Thomas Graals bästa barn
- 1917 – Thomas Graals bästa film
- 1917 – Alexander den Store
- 1916 – Vingarne
- 1916 – Kärlek och journalistik
- 1915 – Madame de Thèbes
- 1914 – När svärmor regerar
- 1913 – På livets ödesvägar
- 1913 – En pojke i livets strid
- 1913 – Den okända
- 1913 – Den moderna suffragetten
- 1912 – Den tyranniske fästmannen
- 1912 – Trädgårdsmästaren
- 1912 – De svarta maskerna
- 1912 – Mor och dotter
- 1912 - I livets vår